# Briançon
Briançon ist eine französische Gemeinde mit 10.748 Einwohnern (Stand 1. Januar 2022) und eine gleichnamige Kleinstadt im Département Hautes-Alpes der Region Provence-Alpes-Côte d’Azur.

## Geographie
Briançon liegt in einer Höhe von 1200 bis 1326 m unterhalb des 1854 m hohen Col de Montgenèvre am westlichen Rand der Cottischen Alpen, in der Nähe der italienischen Grenze. Hier mündet die Guisane in die Durance.
Mit einer Höhe von 1.326 Metern (4.350 Fuß) ist sie die höchstgelegene Stadt Frankreichs, basierend auf der nationalen Definition als Gemeinde mit mehr als 2.000 Einwohnern.

## Geschichte
Der Col de Montgenèvre war schon zur Römerzeit eine wichtige Verbindung zwischen dem mittleren Rhonetal und der Po-Ebene.
Briançon, zur Römerzeit „Brigantium“ genannt, lag wohl zu abgeschieden, um Weltgeschichte zu machen. Das 877 urkundlich genannte „Brios“, in dem Kaiser Karl der Kahle einem Fieber erlag, wird von den Historikern dem Ort Avrieux zugeordnet (RI I., Nr. 2692).
1040 soll der Ort den Grafen von Albon geschenkt worden sein. Die erste sichere urkundliche Erwähnung fällt in das Jahr 1070, als Graf Guigues II. d’Albon seiner Braut Inès unter anderem hier ein Schloss schenkte (Regeste dauphinois acte 2066). 1073/74 bedachte er auch die im nahen Piemont tätigen Augustinermönche von Novalaise et Breme mit einer Schenkung (Collino, Charte XXIV).
In der zweiten Hälfte des 16. und im frühen 17. Jahrhundert war der Ort einer der Sicherheitsplätze für die Hugenotten.
Im Jahr 1692 zerstörte ein Großbrand die heutige Oberstadt. Wegen ihrer strategisch wichtigen Lage am Weg nach Italien wurde sie jedoch in dieser Zeit im Auftrag von Sébastien Le Prestre de Vauban neu aufgebaut und in ein stark ausgebautes Festungssystem integriert, das neben der Oberstadt und einer Zitadelle auch mehrere kleinere Festungen umfasste. Dieses System widerstand im Jahr 1815 einem Angriff der Österreicher und 1940 italienischen Angriffen. 
Im Zweiten Weltkrieg befand sich Frankreich unter deutscher Besatzung. Am 5. September 1944 konnte Briançon von der marokkanischen 2. Infanteriedivision und den Forces françaises de l’intérieur befreit werden.
Seit dem 7. Juli 2008 gehören die Zitadelle, das Fort Salettes, das Fort des Têtes, das Fort du Randouillet und der Pont d’Asfeld mit anderen Werken in ganz Frankreich zum UNESCO-Weltkulturerbe „Festungsanlagen von Vauban“.

## Bevölkerungsentwicklung
| Jahr                       | 1962 | 1968 | 1975 | 1982 | 1990   | 1999   | 2006   | 2018   |
| -------------------------- | ---- | ---- | ---- | ---- | ------ | ------ | ------ | ------ |
| Einwohner                  | 7570 | 8215 | 9489 | 9710 | 11.041 | 10.737 | 11.542 | 11.084 |
| Quellen: Cassini und INSEE |      |      |      |      |        |        |        |        |

## Verkehr
In Briançon treffen die Straßen aus Gap und Grenoble zusammen und führen über den Montgenèvre nach Turin. Weiterhin ist die Stadt Endpunkt einer Bahnstrecke aus Gap, über die Züge nach Valence und Lyon verkehren. Es besteht eine tägliche Nachtzugverbindung nach Paris-Austerlitz.

## Sehenswürdigkeiten

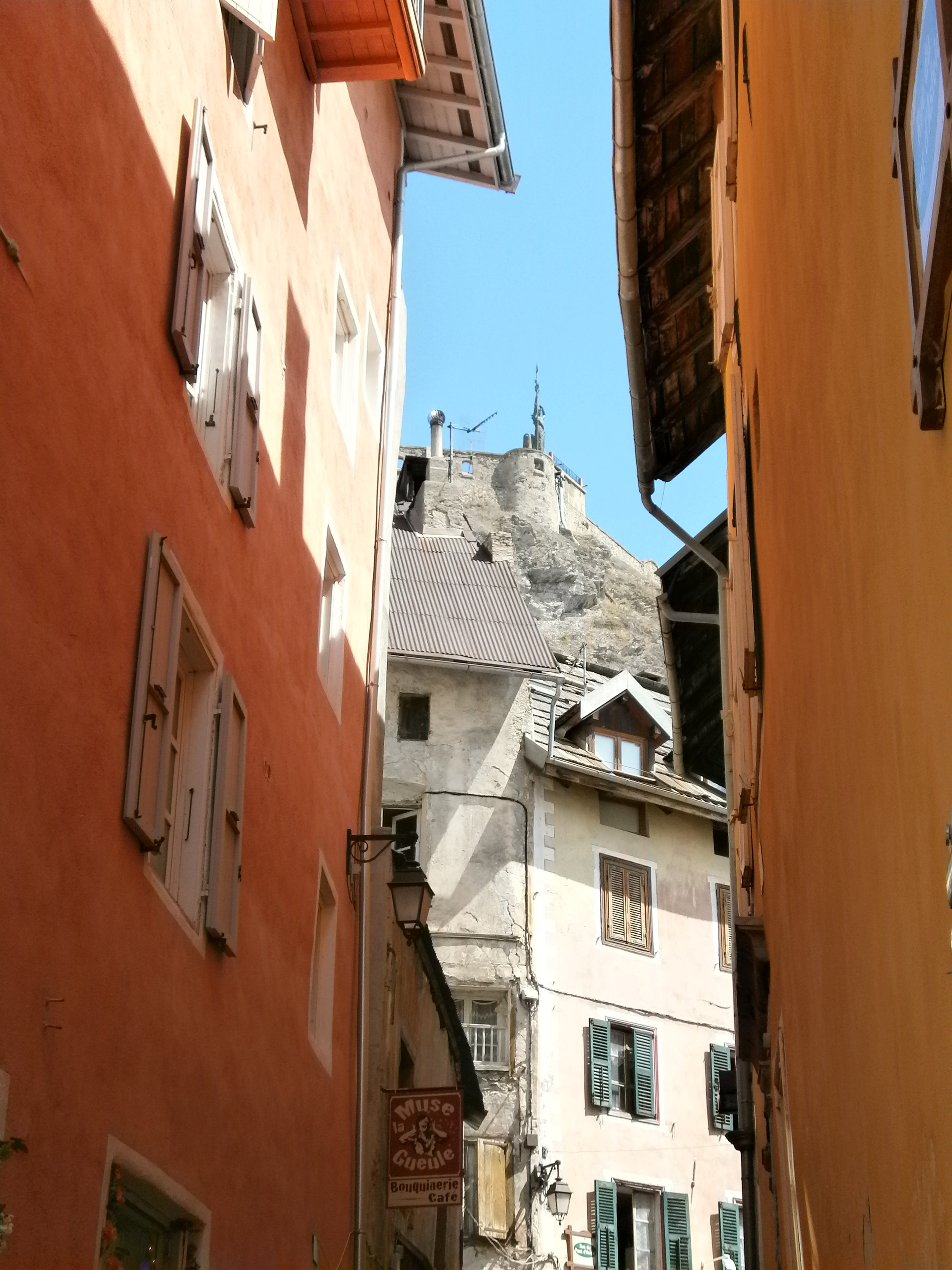
Briançon, Altstadt
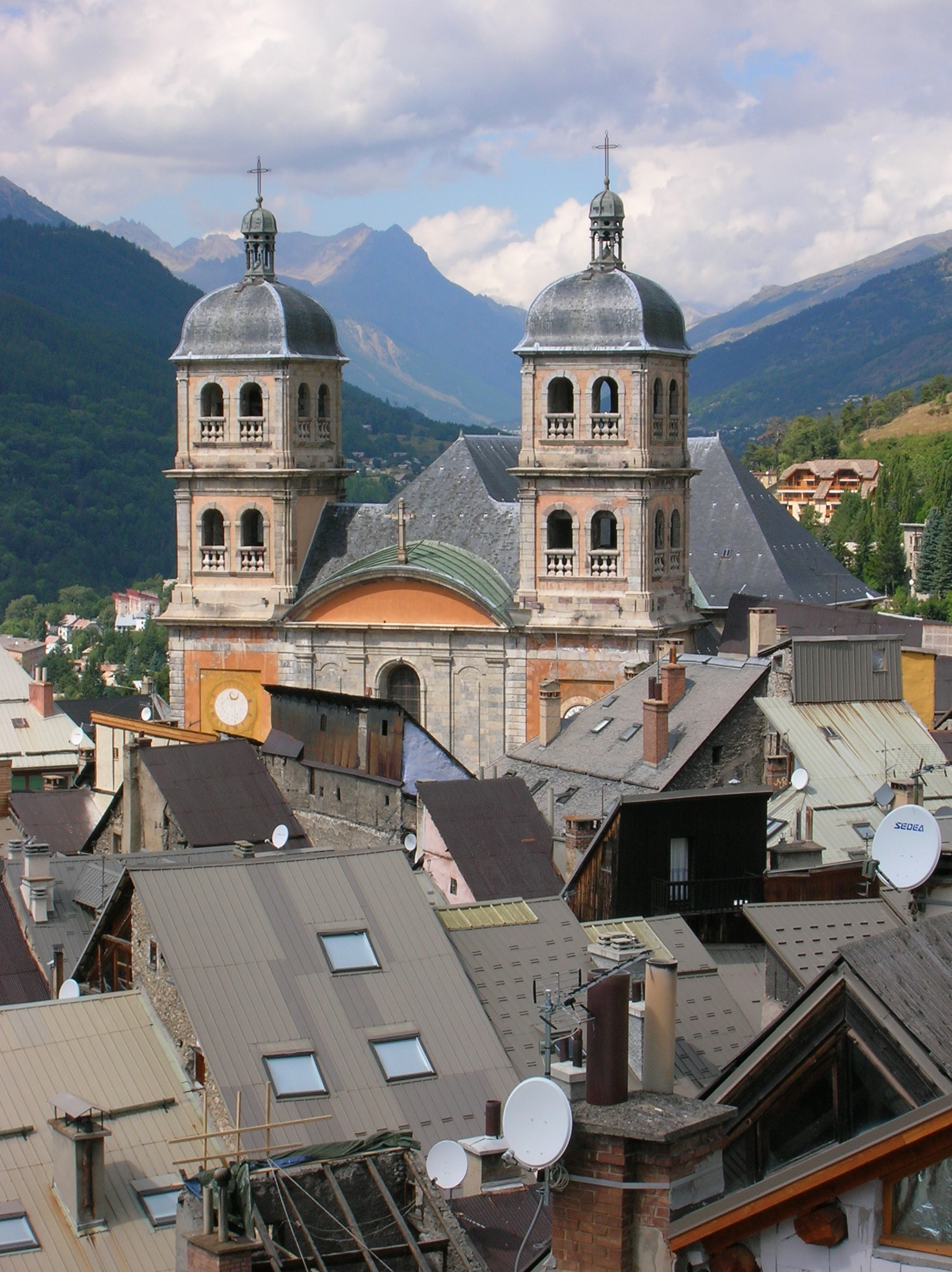
Stiftskirche Notre-Dame-et-Saint-Nicolas
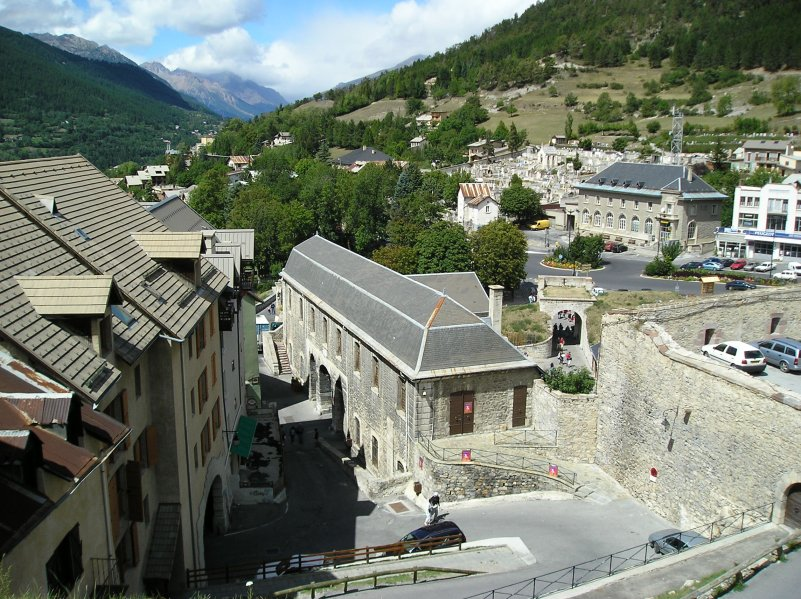
Festung Briançon

## Sport
Aus Briançon stammt die Eishockeymannschaft Diables Rouges de Briançon, die 2014 erstmals französischer Eishockeymeister werden konnte. In der Stadt fanden mehrere Eishockey-Wettbewerbe im Rahmen von Europa- und Weltmeisterschaften sowie der Olympischen Winterspiele 2006 statt. Außerdem war die Stadt mehrfach Schauplatz des Starts (34) oder des Ziels (32) einer Etappe der Tour de France.

## Städtepartnerschaften
Die Stadt Briançon unterhält eine Partnerschaft mit Rosenheim in Deutschland (1964 initiiert und 1974 vereinbart) und mit Susa in Italien.

## Persönlichkeiten
- Oronce Fine (1494–1555), Mathematiker und Kartograph
- François Chabas (1817–1882), Ägyptologe
- Roger Lacroix (1928–2016), Bauingenieur
- Jacques Schmidt (1933–1996), Kostümbildner
- Luc Alphand (* 1965), Skirennläufer und Motorsportler
- Arnaud Trévisiol (* 1966), Autorennfahrer
- Benjamin Melquiond (* 1975), Skirennläufer
- Pierre Vaultier (* 1987), Snowboarder
- Rémi Boutillier (* 1990), Tennisspieler
- Nils Allègre (* 1994), Skirennläufer
- Richard Jouve (* 1994), Skilangläufer
- Estelle Alphand (* 1995), Skirennläuferin
- Sam Alphand (* 1997), Skirennläufer
- Chiara Pogneaux (* 2002), Skirennläuferin